# Eks-skolen
Eks-skolen eller Den Eksperimenterende Kunstskole, blev dannet i 1961 i Ravnsborggade på Nørrebro, og opløst i 1969. Initiativtagerene var Poul Gernes og Troels Andersen. Skabelsen af denne kunstskole var en protest mod det traditionsbundne Kunstakademiet i København. Eks-skolen søgte at nedbryde barrieren mellem lærer og elev, og her var, i modsætning til kunstakademiet, fri optagelse. Kunstnerne arbejdede med maleri, skulptur og happenings, og processen i fremstillingen var vigtigere end selve værket. Eks-skolen ville forandre kunsten og samfundet, desuden var der ingen persondyrkelse eller personlig stil på Eks-skolen.
Bjørn Nørgaard sammenligner Eks-skolen med Andy Warhols The Factory med nytidens netværk.
Blandt kunsterne på Eks-skolen var Jens Jørgen Thorsen, Jørgen Rømer, Richard Winther, Peter Louis-Jensen, John Davidsen, Poul Gernes, Troels Andersen, Per Kirkeby, Hans-Jørgen Nielsen, Erik Thygesen, Ole Knudsen, Egon Fischer, Bodil Marie Nielsen, Jørgen Leth, Allan de Waal, Henning Christiansen, Lene Adler. Arthur Köpcke, Eric Andersen, Nam June Paik og Akio Suzuki.
I dag eksisterer Eks-Skolens trykkeri stadig, nu under navnet Eks-Skolens Grafisk Design & Tryk.